# Lagnieu (tổng)
Tổng Lagnieu là một tổng của Pháp nằm ở tỉnh Ain trong vùng Rhône-Alpes.

## Địa lý
Tổng này được tổ chức xung quanh Lagnieu ở quận Belley. Độ cao ở đây từ 185 m (Loyettes) đến 1 064 m (Souclin) với độ cao trung bình 249 m.

## Hành chính
| Giai đoạn | Ủy viên                   | Đảng | Tư cách |
| --------- | ------------------------- | ---- | ------- |
| 1988-1994 | Charles de la Verpillière | DVD  |         |
| 1994-2001 | Charles de la Verpillière | DVD  |         |
| 2001-2008 | Charles de la Verpillière | UMP  | Député  |
| 2008-2014 | Charles de la Verpillière | UMP  | Député  |

## Số đơn vị
Tổng Lagnieu groupe 13 xã và có dân số 17 033 dân (theo điều tra dân số năm 1999, số lượng không tính trùng).
| Xã                    | Dân số | Mã bưu chính | Mã insee |
| --------------------- | ------ | ------------ | -------- |
| Ambutrix              | 586    | 1500         | 01008    |
| Blyes                 | 692    | 1150         | 01047    |
| Chazey-sur-Ain        | 1 200  | 1150         | 01099    |
| Lagnieu               | 5 882  | 1150         | 01202    |
| Leyment               | 922    | 1150         | 01213    |
| Loyettes              | 2 322  | 1360         | 01224    |
| Sainte-Julie          | 535    | 1150         | 01366    |
| Saint-Sorlin-en-Bugey | 939    | 1150         | 01386    |
| Saint-Vulbas          | 804    | 1150         | 01390    |
| Sault-Brénaz          | 973    | 1150         | 01396    |
| Souclin               | 221    | 1150         | 01411    |
| Vaux-en-Bugey         | 1 003  | 1150         | 01431    |
| Villebois             | 954    | 1150         | 01444    |

## Biến động dân số
| 1962                                                     | 1968   | 1975   | 1982   | 1990   | 1999   |
| -------------------------------------------------------- | ------ | ------ | ------ | ------ | ------ |
| 8 922                                                    | 10 569 | 13 145 | 13 710 | 15 876 | 17 033 |
| Nombre retenu à partir de 1962 : dân số không tính trùng |        |        |        |        |        |